# フレッド・ヴァルガス
フレッド・ヴァルガス（Fred Vargas、1957年6月7日 - ）はフランスの小説家、考古学者。本名はフレデリク・オドワン＝ルゾー（Frédérique Audoin-Rouzeau）であり、ヴァルガスというペンネームは映画『裸足の伯爵夫人』でエヴァ・ガードナーが演じた主人公、マリア・ヴァルガス（Maria Vargas）にちなむ。パリ生まれ。
3人の歴史学者を主人公にした三聖人シリーズやアダムスベルグ警視シリーズでフランスのみならず世界で人気を博している。フランス国内のミステリ賞を多数受賞しているほか、英国推理作家協会（CWA）が2006年に創設したインターナショナル・ダガー賞を3度受賞している。

## 略歴
1996年、『死者を起こせ』でフランス・ミステリ批評家賞を受賞。2000年、『裏返しの男』で再度同賞を受賞。2004年にはアダムスベルグ警視シリーズ第三作Pars vite et reviens tard でドイツ・ミステリー大賞を受賞。
2005年には『裏返しの男』が英国推理作家協会（CWA）主催のゴールド・ダガー賞の候補となり、2006年に同協会がインターナショナル・ダガー賞を創設すると『死者を起こせ』がその第1回受賞作となった。2007年にはアダムスベルグ警視シリーズ第四作Sous les vents de Neptune 、2009年には『青チョークの男』でも同賞を受賞している。2018年アストゥリアス皇太子賞文学部門受賞。
日本では『死者を起こせ』が『2003本格ミステリ・ベスト10』で第8位にランクインした。

## 日本語訳作品
- 三聖人シリーズ
  - 死者を起こせ（訳：藤田真利子、創元推理文庫、2002年6月、ISBN 978-4-488-23602-1） (Debout les morts (1995))
  - 論理は右手に（訳：藤田真利子、創元推理文庫、2008年4月、ISBN 978-4-488-23604-5） (Un peu plus loin sur la droite (1996))
  - 彼の個人的な運命（訳：藤田真利子、創元推理文庫、2012年8月、ISBN 978-4-488-23606-9） (Sans feu ni lieu (1997))
- アダムスベルグ警視シリーズ
  - 青チョークの男（訳：田中千春、創元推理文庫、2006年3月、ISBN 978-4-488-23603-8） (L'Homme aux cercles bleus (1991))
  - 裏返しの男（訳：田中千春、創元推理文庫、2012年1月、ISBN 978-4-488-23605-2） (L'Homme à l'envers (1999))

### 雑誌掲載
- クリスマス・イヴ（訳：藤田真利子、『紙魚の手帖』vol.14 DECEMBER 2023、東京創元社、2023年12月、ISBN 978-4-488-03119-0）